# Колбеки
Колбеки (рос. Колбеки) — присілок Бокситогорського району Ленінградської області Росії. Входить до складу Борського сільського поселення.
Населення — 93 особи (2012 рік). 